# Locul fosilifer de la Tirol
Locul fosilifer de la Tirol (monument al naturii), este o arie protejată de interes național ce corespunde categoriei a III-a IUCN (rezervație naturală de tip paleontologic), situată în județul Caraș-Severin, pe teritoriul administrativ al comunei Doclin.
Rezervația naturală, aflată în partea sud-estică a satului Tirol, are o suprafață de 0,50 ha și reprezintă o zonă de deal, cu pajiști naturale, unde, în rocă sedimentară (nisipuri aluvionare) tortoniană sunt depozitate resturi fosile de nevertebrate (heteroptere, miriapode, coleoptere, arahnide) și vertebrate (păsări, reptile și rozătoare).